# Mulheres (álbum)
Mulheres é o sexto álbum do grupo a cappella português Vozes da Rádio, lançado no ano de 2005. Este trabalho discográfico diferencia-se dos anteriores por ter os elementos das Vozes como instrumentistas, assumindo a execução musical de praticamente todo o disco. É também um disco em que as Vozes temporariamente abandonam o formato a capella, apresentando-se num registo mais próximo do pop-rock.   
O álbum, todo escrito por João Monge (letras) e Jorge Prendas (músicas) foi sendo composto entre finais de 2002 e 2003, sendo trabalhado depois pelos elementos das Vozes e pelos músicos Vitor Silva (guitarras) e Sérgio Silva (bateria). 
Mulheres é composto por dezassete faixas. Ainda que o trabalho inclua instrumentos, as Vozes não abandonaram a característica própria das harmonias vocais, povoando todas as canções com as mesmas. Os arranjos vocais, assim como os arranjos para sopros são de Jorge Prendas. Às Vozes e aos músicos Vitor Silva e Sérgio Silva couberam todos os arranjos instrumentais. Além dos músicos já citados o disco Mulheres teve ainda a participação de Susana Santos Silva (trompete), Gonçalo Dias (trombone) Francisco Soares (marimba), João Costa (violoncelo) e do Coro da Escola de Música Óscar da Silva. 
O disco teve produção das Vozes da Rádio e foi gravado, misturado e masterizado por Mário Barreiros. Teve edição da Zona Música em 2005, tendo sido reeditado nas plataformas digitais no Dia da Mulher, 8 de Março, em 2020.
A capa bem como todo o design do booklet é da autoria de Miguel Marafuz.
O lançamento do disco foi feito no Teatro Helena Sá e Costa em Abril de 2005. Ao vivo estiveram as Vozes da Rádio, Sérgio Silva (bateria), Vitor Silva (guitarras) e Pedro Ferreira (baixo) 

## Antes da gravação
A saída definitiva de Mário Alves das Vozes da Rádio em 2002 acarretou um vazio criativo grande no grupo. Mário era o autor de grande parte das letras que o quinteto cantava, bem como da maioria das músicas. Jorge Prendas, o outro compositor das Vozes, sentiu por isso a necessidade de ter um novo parceiro de criação para dar assim seguimento ao caminho musical baseado na criação de originais em detrimento das versões, definido desde o início do grupo. Jorge era desde há muito admirador da escrita de João Monge que ouvia nas canções dos Trovante, da Ala dos Namorados ou nos fados de Camané. Certo dia confessou ao seu amigo Manuel Paulo, da Ala dos Namorados, que sonhava um dia poder trabalhar com João Monge. Curiosamente, conforme contou mais tarde, João Monge também já tinha dito a Manuel Paulo que gostava de ter as Vozes a cantar um disco que ele tinha em mente, e que viria a ser o Mulheres. Assim a 7 de Agosto de 2002, Manuel Paulo juntou à mesa João Monge e Jorge Prendas num almoço em que se falou de música e não só. Jorge Prendas nesse almoço desafiou João Monge para a escrita de algo que ele gostaria de incluir num ciclo de canções para voz e piano. No regresso do sul, Jorge Prendas tinha já no e-mail uma proposta para fazerem em conjunto o disco Mulheres. Esse e-mail faz parte do booklet do disco. Depois do encontro inicial, começou o trabalho de composição. João Monge enviava e-mails com as letras, Jorge Prendas devolvia com mp3. Ao trabalho de composição seguiram-se os arranjos e pré-produção. Aí ao quinteto juntaram-se os irmãos Vitor e Sérgio Silva e os sete prepararam as dezassete canções que estão hoje no disco Mulheres. 

## Gravação
As Vozes da Rádio sempre gostaram muito de trabalhar com Mário Barreiros. Fizeram-no logo no primeiro disco “Bruxas, Heróis e Males d’Amor” e uns meses depois na versão de “Jura” que gravaram para o cd Espanta-Espíritos. Foi também Mário Barreiros que gravou, misturou e masterizou o disco Natal, anterior a Mulheres. Por isso foi muito natural a escolha de Mário Barreiros e do seu estúdio MB para a gravação de Mulheres. O trabalho não foi seguido, tendo começado em Abril de 2004 e terminado antes do fim desse ano. Pelo estúdio passaram Susana Santos Silva (trompete) e Gonçalo Dinis (trombone) que gravaram o tema Ciúme é Cego; Francisco Soares (marimba) gravou um solo em O Dia Dela e João Costa (violoncelo) gravou em Mudo Tudo, Primeiro Dia do Mundo e Valsa de um Dia Triste. O Coro da Escola de Música Óscar da Silva cantou no tema Pés da Galinha. As Vozes foram gravando todas as outras partes instrumentais e vocais. Jorge Prendas gravou piano, teclados e percussões, António Miguel gravou percussões, Tiago Oliveira gravou clarinete, Ricardo Fráguas gravou piano e teclados, Rui Vilhena gravou guitarras, baixo e percussões. Como foi dito antes, Sérgio Silva gravou todas as baterias e Vítor Silva guitarras.    

## Composição e estilo
João Monge escreveu 17 letras que representam o universo masculino povoado por mulheres. Como ele afirmou num vídeo de apresentação, que antecedia o concerto das Vozes, “aquilo é um discurso eminentemente masculino. Aquilo não podia ser cantado por mulheres. Tinha de ser cantado por homens”. Jorge Prendas afirmou, sobre este trabalho, que aproveitou para evocar muitos dos seus heróis musicais na fase de composição. As vozes de Tua Natureza apelam às memórias de Brian Wilson e dos Beach Boys, o piano de Volta Cedinho é inspirado no de Bohemian Rhapsody, as harmonias, o arranjo, assim como os os sons de mellotron de Primeiro Dia do Mundo remetem para o universo dos Beatles, Tu Lês em Mim recorda John Lennon, a slide guitar que tantas vezes aparece evoca George Harrison, os solos de Fala Clandestina relembram sonoridade dos anos 70 e guitarristas como Joe Walsh, e até o arranjo final para piano solo de Quando o Meu Castelo Cai do Ar foi levemente inspirado em Debussy. O estilo resulta de todas estas referências musicais que não só Jorge Prendas levou. O disco é por aí uma amálgama de inspirações, fazendo sempre sobressair as melodias, característica marcante das Vozes da Rádio e em particular de Jorge Prendas.  

## Lançamento e recepção
O lançamento deu-se no Teatro Helena Sá e Costa em Abril de 2005. A recepção por parte do público foi bastante positiva, ainda para mais tendo em conta que este disco fugiu completamente ao formato a capella, imagem de marca das Vozes da Rádio. Durante esse ano e o seguinte as Vozes apresentaram este trabalho ao vivo. As Vozes também apresentaram o disco na rádio e na televisão, tendo o vídeo de Tu Lês em Mim passado com insistência na Sic Mulher.  
Na imprensa várias foram as críticas publicadas.  
”Mulheres” é um daqueles álbuns especiais que valem tanto se as suas canções forem abordadas uma a uma, porque são múltiplas as pistas compiladas, como se ouvido em sequência... parece sereno e simples o álbum. Mas tem histórias e requintes que nunca mais acabam.” 
in “Correio da Manhã” 22 de Maio de 05   
“A força do simples – poemas de João Monge e melodias de Jorge Prendas para um disco cheio de histórias, que passa ao lado das modas mas não é parco de encantos e verdades.” 
in “Flash” 20 a 26 de Maio de 05

## Curiosidades
- Um das sessões de gravação foi cancelada pois aconteceu depois da célebre vitória de Portugal sobre a Inglaterra para o Euro 2004 que causou a afonia de Rui Vilhena.

- O disco tem uma faixa escondida que resultou de brincadeiras em estúdio que as Vozes da Rádio fizeram a partir do tema Pés de Galinha.

- O tema Do Meu Amor é o único a cappella neste disco.

- O alinhamento do concerto ao vivo incluiu duas versões de canções popularizadas por mulheres: Lili Marleen por Marlene Dietrich e Mercedes Benz de Janis Joplin. A versão de Lili Marleen integra o disco Pérolas e Porcos de 2009.

## Faixas
| N.º            | Título                           | Compositor(es)       | voz principal                 | Duração |  |
| 1.             | "A Tua Natureza"                 | J. Prendas, J. Monge | Rui Vilhena                   | 2:48    |  |
| 2.             | "Tu Lês em Mim"                  | J. Prendas, J. Monge | Jorge Prendas                 | 2:21    |  |
| 3.             | "Fala Clandestina"               | J. Prendas, J. Monge | Ricardo Fráguas               | 4:05    |  |
| 4.             | "Valsa de Um Dia Triste"         | J. Prendas, J. Monge | António Miguel, Jorge Prendas | 4:05    |  |
| 5.             | "Milú (Eterna Luzinha)"          | J. Prendas, J. Monge | Tiago Oliveira                | 3:41    |  |
| 6.             | "Primeiro Dia do Mundo"          | J. Prendas, J. Monge | Rui Vilhena                   | 2:19    |  |
| 7.             | "Partiu Menina (Voltou Mulher)"  | J. Prendas, J. Monge | Tiago Oliveira                | 3:53    |  |
| 8.             | "Sabes Sempre o Que Fazer"       | J. Prendas, J. Monge | Ricardo Fráguas               | 4:13    |  |
| 9.             | "Quando Vocês se Juntam…"        | J. Prendas, J. Monge | Rui Vilhena, Tiago Oliveira   | 2:34    |  |
| 10.            | "Mudo Tudo"                      | J. Prendas, J. Monge | Jorge Prendas                 | 2:17    |  |
| 11.            | "Quando o Meu Castelo Cai do Ar" | J. Prendas, J. Monge | António Miguel                | 4:16    |  |
| 12.            | "A Sua Graça é Maria"            | J. Prendas, J. Monge | Vozes da Rádio                | 3:09    |  |
| 13.            | "O Ciúme é Cego"                 | J. Prendas, J. Monge | António Miguel                | 4:24    |  |
| 14.            | "O Dia Dela"                     | J. Prendas, J. Monge | Ricardo Fráguas               | 2:09    |  |
| 15.            | "Pés de Galinha"                 | J. Prendas, J. Monge | António Miguel                | 2:55    |  |
| 16.            | "Volta Cedinho"                  | J. Prendas, J. Monge | Jorge Prendas                 | 2:50    |  |
| 17.            | "Do Meu Amor"                    | J. Prendas, J. Monge | Vozes da Rádio                | 0:57    |  |
| Duração total: | Duração total:                   | Duração total:       | Duração total:                | 57:27   |  |

## Membros
Banda
- Tiago Oliveira - voz, clarinete
- Jorge Prendas - voz, piano, teclados, percussão

- Rui Vilhena - voz, guitarras, baixo, percussão
- António Miguel - voz, percussão
- Ricardo Fráguas - voz, piano, teclados, percussão

Músicos convidados e equipe técnica
- Mário Barreiros - gravação, mistura e masterização
- Vítor Silva - guitarras

- Sérgio Silva - bateria

- João Costa - violoncelo
- Susana Santos Silva - trompete
- Gonçalo Dinis - trombone
- Francisco Soares - marimba
- Coro da Escola de Música Óscar da Silva - vozes
- Miguel Marafuz - design